# Luigi Cambiaso
Luigi Cambiaso (Rivarolo Ligure, barri de Gènova, Ligúria, 29 de gener de 1895 – Parma, 25 de març de 1975) va ser un gimnasta artístic italià que va competir en els anys posteriors a la Primera Guerra Mundial.
El 1920 va prendre part en els Jocs Olímpics d'Anvers, on guanyà la medalla d'or en el concurs complet per equips del programa de gimnàstica. El 1924, als Jocs de París, repetí la medalla d'or als Jocs en el concurs complet per equips.